# James Thomas
James D. Thomas, Jr., (nacido el 22 de noviembre de 1980 en Schenectady, Nueva York) es un exjugador de baloncesto estadounidense. Con 2.03 de estatura, su puesto natural en la cancha es el de pívot.

## Trayectoria
Jugador
- Hargrave Academy
- Universidad de Texas en Austin (2000-2004)
- Roanoke Dazzle (2004-2005)
- Portland Trail Blazers (2005)
- Roanoke Dazzle (2005)
- Atlanta Hawks (2005)
- Philadelphia 76ers (2005)
- Chicago Bulls (2006)
- Fortitudo Bologna (2006-2008)
- Erdemir Zonguldak (2008-2009)
- Teramo Basket (2009-2010)
- Erdemir Zonguldak (2010-2011)
- Scafati Basket (2011-2012)
- Maccabi Haifa (2012-2013)
- Titanes del Licey (2013)
- Soles de Mexicali (2013)
- Maccabi Rishon LeZion (2013-2014)
- Titanes del Distrito Nacional (2014)
- Marinos de Anzoátegui (2015)

Entrenador
- Maine Red Claws (2015-2016) (Asist.)